# Latvijas čempionāts futbolā 1922
L'edizione 1922 del Latvijas čempionāts futbolā fu la 2ª del massimo campionato lettone di calcio e fu vinta dal Ķeizarmežs, giunto al suo primo titolo.

## Formula
Le sei squadre partecipanti, tutte di Riga, si incontrarono in turni di andata e ritorno, per un totale di dieci incontri; erano previsti due punti per la vittoria, uno per il pareggio e zero per la sconfitta.

## Classifica finale
|                     | Pos. | Squadra      | Pt | G  | V | N | P | GF | GS | DR  |
| ------------------- | ---- | ------------ | -- | -- | - | - | - | -- | -- | --- |
| Lettonia (bandiera) | 1    | Ķeizarmežs   | 18 | 10 | 9 | 0 | 1 | 43 | 11 | +32 |
|                     | 2    | JKS Riga     | 15 | 10 | 7 | 1 | 2 | 31 | 7  | +24 |
|                     | 3    | LJS Riga     | 10 | 10 | 4 | 2 | 4 | 18 | 22 | -4  |
|                     | 4    | LSB Riga     | 10 | 10 | 4 | 2 | 4 | 14 | 20 | -6  |
|                     | 5    | Union Riga   | 6  | 10 | 2 | 2 | 6 | 11 | 23 | -12 |
|                     | 6    | Maccabi Riga | 1  | 10 | 0 | 1 | 9 | 4  | 38 | -34 |